# ديلروي ليزلي
ديلروي ليزلي (بالإنجليزية: Delroy Leslie)‏ (مواليد 27 فبراير 1970) هو ملاكم جامايكي، مثّل بلاده في الألعاب الأولمبية الصيفية 1992.

## روابط خارجية
ديلروي ليزلي على موقع اللجنة الأولمبية الدولية (الإنجليزية)
- ديلروي ليزلي على موقع أوليمبيديا (الإنجليزية)